# Eleanor Roosevelt (catamarano)
L'Eleanor Roosevelt è un catamarano passeggeri appartenente alla compagnia di navigazione spagnola Baleària.

## Servizio
Varato il  18 settembre 2020 nel cantiere navale Astilleros Armon Gijon SA di Gijon con il nome di Eleanor Roosevelt e consegnato il 26 aprile 2021 alla Baleària, opera nei collegamenti tra Dénia, Ibiza e Palma di Maiorca dal 1º maggio dello stesso anno.

## Navi gemelle
- Margarita Salas